# Hanamichi

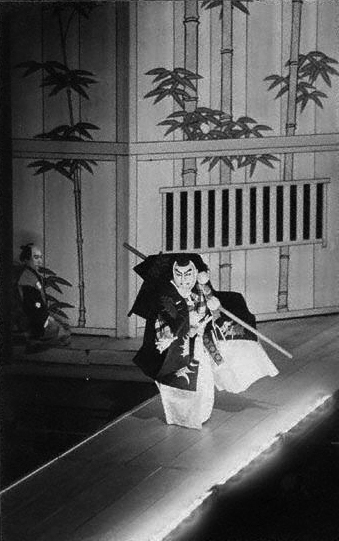
Il momento dell'uscita di Benkei, protagonista dell'opera Kanjinchō, sullhanamichi.

L'hanamichi (花道?), letteralmente "cammino dei fiori", è una sezione aggiunta del palcoscenico utilizzata nei teatri giapponesi dedicati al kabuki, un tipo di rappresentazione teatrale sorto in Giappone all'inizio del XVII secolo. Si tratta di una lunga piattaforma rialzata che corre a sinistra o al centro della platea, partendo dal fondo del teatro e arrivando fino al palcoscenico principale. L'hanamichi è solitamente utilizzato per l'entrata e l'uscita dei vari personaggi rappresentati nell'opera ma, talvolta, può anche essere usato come palcoscenico aggiuntivo dove vengono rappresentate scene che, nell'opera, si svolgono lontane dall'azione principale.

## Storia

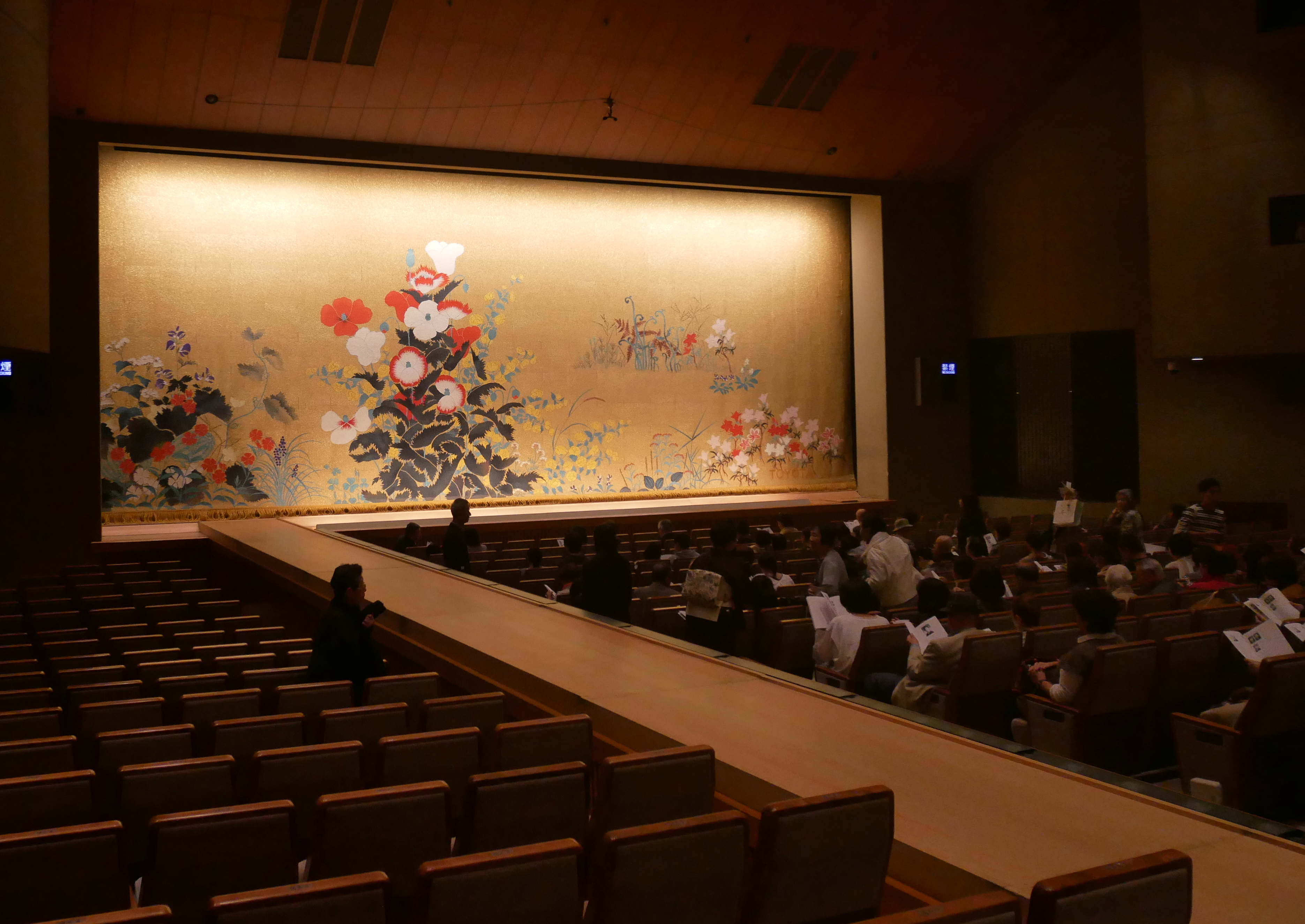
Lhanamichi del Teatro nazionale del Giappone.

Le origini dell'hanamichi non sono note ma il suo utilizzo è stato attestato per la prima volta nel 1668 nel teatro Kawarazaki-za, a Edo, dove consisteva in una semplice passerella di legno che portava dal centro del palcoscenico fino al centro del teatro, la quale aveva l'unico scopo di consentire agli attori, una volta terminata la rappresentazione, di avvicinarsi al pubblico per ricevere dei fiori o dei regali (poeticamente chiamati hana, ossia "fiore"). Proprio da questo deriva il nome "hanamichi", che, come detto, significa letteralmente "cammino dei fiori".
La forma dell'hanamichi moderno fu ideata e standardizzata per la prima volta nel 1740. Le dimensioni standard prevedono quindi una lunghezza compresa tra i 16,38 e i 18,20 m e una larghezza compresa tra i 150 e i 180 cm. A partire dal 1770 e per tutto il XIX secolo, alcuni teatri si sono dotati di un secondo hanamichi che corre lungo la parte destra della platea, atto ad ampliare lo spazio a disposizione degli attori. In tal caso, l'hanamichi principale viene chiamato honhanamichi (本花道?), ossia "cammino dei fiori principale", mentre il secondario, che in genere è lungo un terzo del primo, prende il nome di karihanamichi (仮花道?), ossia "cammino dei fiori replicato". Infine, il sipario posto sul fondo del teatro che gli attori attraversano per arrivare sull'hanamichi, o per uscirne, prende il nome di agemaku.

## Utilizzi

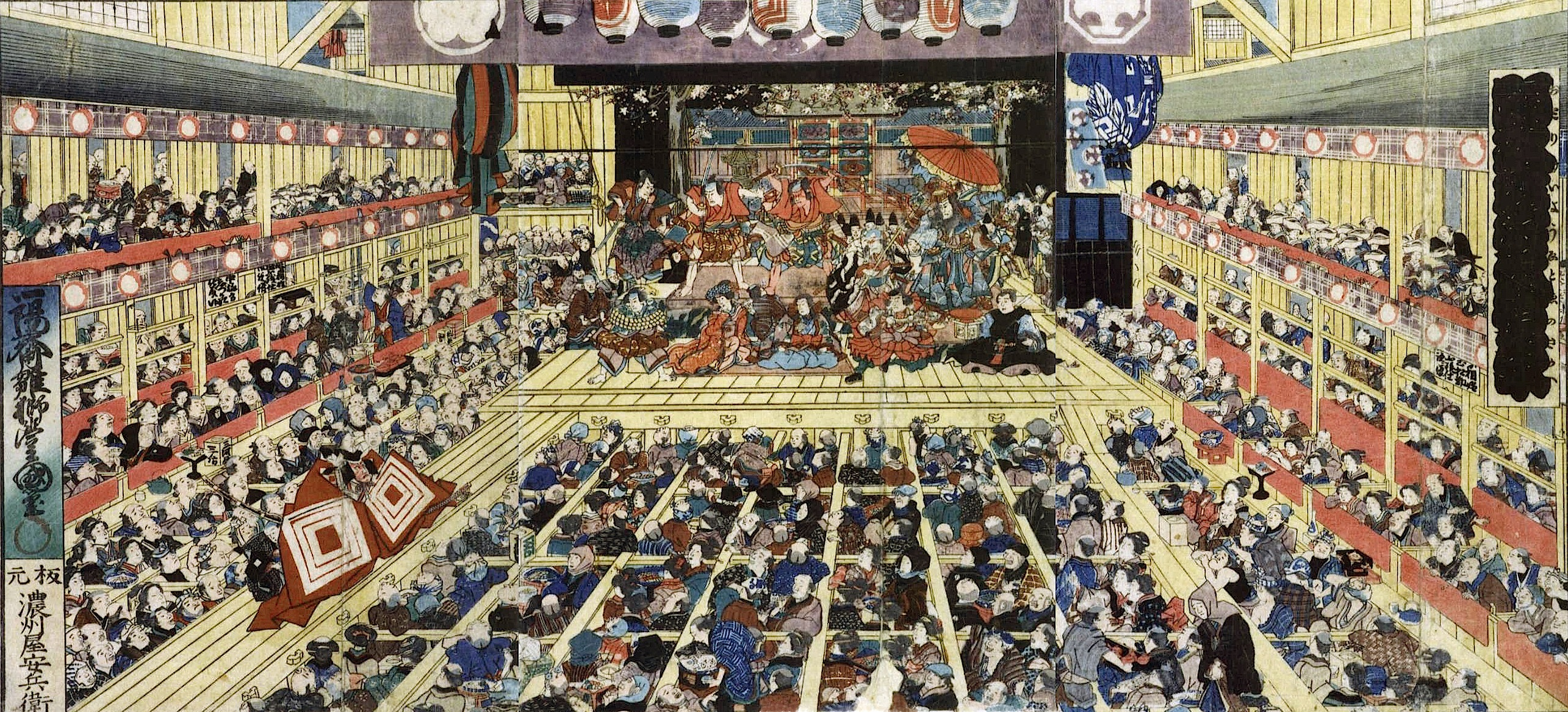
Una rappresentazione dell'opera Shibaraku tenuta nel luglio 1858 al teatro Ichimura-za di Edo, sulla sinistra è possibile vedere lhanamichi.

Sebbene l'hanamici sia raramente destinato ad ospitare l'azione principale, molti dei momenti più drammatici e famosi dei personaggi kabuki avvengono proprio su di esso, durante le entrate e le uscite di scena. Molte azioni particolarmente drammatiche hanno infatti luogo in un punto posto a tre decimi della lunghezza dell'hanamichi a partire dal palcoscenico conosciuto come shichisan (七三?), letteralmente "sette-tre". È in questo punto che il personaggio uscente può pronunciare le sue ultime parole e che il personaggio entrante può rivolgersi al pubblico o ai personaggi già presenti sul palcoscenico.
Come è stato fatto notare, l'hanamichi si rivela quindi una struttura fondamentale per il kabuki, in quanto, essendo il luogo dove il rapporto tra pubblico e attore si fa più stretto, garantisce a questa forma teatrale la sua essenza di grande spettacolo popolare.
L'hanamichi è stato poi preso a modello per strutture simili anche nei teatri Occidentali, uno dei primi esempi è  l'uso che ne fece Max Reinhardt nella messa in scena del suo musical Sumurûn nel 1911, riscuotendo un enorme successo, sia nelle capitali europee che a Broadway. Proprio a quest'ultimo utilizzo sarebbero poi state ispirate le passerelle utilizzate negli spettacoli di genere vaudeville e burlesque.

## Sumo
Nel sumo, il percorso che porta al dohyō, ossia alla zona di combattimento, è chiamato hanamichi.